# Subaru Corporation
Die Subaru Corporation, bis 2017 Fuji Heavy Industries, Ltd. (FHI, jap. 富士重工業株式会社, Fuji Jūkōgyō Kabushiki-gaisha (K.K.)) ist eine der größten japanischen Transportmittelproduzenten. Der Konzern ging aus dem Flugzeughersteller Nakajima Hikōki hervor und ist in den Bereichen Automotive und Luftfahrttechnik tätig.
Die Toyota Motor Corporation hält 20,42 % der Aktien (Stand März 2024).

## Geschichte
1953 erhielt das Unternehmen Fuji Sanyo Co. Ltd. (vormals Nakajima Aircraft Co. Ltd.) vom amerikanischen Militär die Erlaubnis, sechs der zwölf Unternehmensteile wieder zu vereinen. So wurde am 15. Juli 1953 Fuji Heavy Industries (FHI) gegründet. Vier Jahre später lief das erste Automobil unter der Marke „Subaru“ vom Band.
In den 1960er Jahren wurden langfristige Unternehmensziele festgelegt, die u. a. auch eine dauerhafte Aktivität auf verschiedenen Geschäftsfeldern vorsahen. Um dies international verwirklichen zu können, ging FHI 1960 an die Börse.
Am 10. Dezember 1999 ging FHI eine strategische Allianz mit General Motors (GM) ein. GM wurde daraufhin mit 20 % Unternehmensbeteiligung der größte Einzelaktionär von FHI und erhielt u. a. Zugang zur Allradtechnik von Subaru. 2005 lösten beide Unternehmen diese Partnerschaft auf und laufende Projekte wurden gestoppt. GM verkaufte in Absprache Teile der Stammaktien von Fuji Heavy Industries an die Toyota Motor Corporation.
Heute konzentriert sich Fuji Heavy Industries auf die Entwicklung und Herstellung von Transporttechnologien, wichtigster Unternehmenszweig ist dabei die Automobilsparte Subaru, die rund 85 Prozent des Umsatzes von FHI macht (Stand 2004).
Im Mai 2016 gab der Konzern bekannt, sich ab dem Geschäftsjahr 2017 nach seiner profitabelsten Sparte Subaru in „Subaru Corporation“ umbenennen zu wollen. Einhergehend ist die Gliederung in einen Automobilkonzern mit integrierten Industrieprodukten und einer Flugzeuggesellschaft geplant.